# Zesdaagse

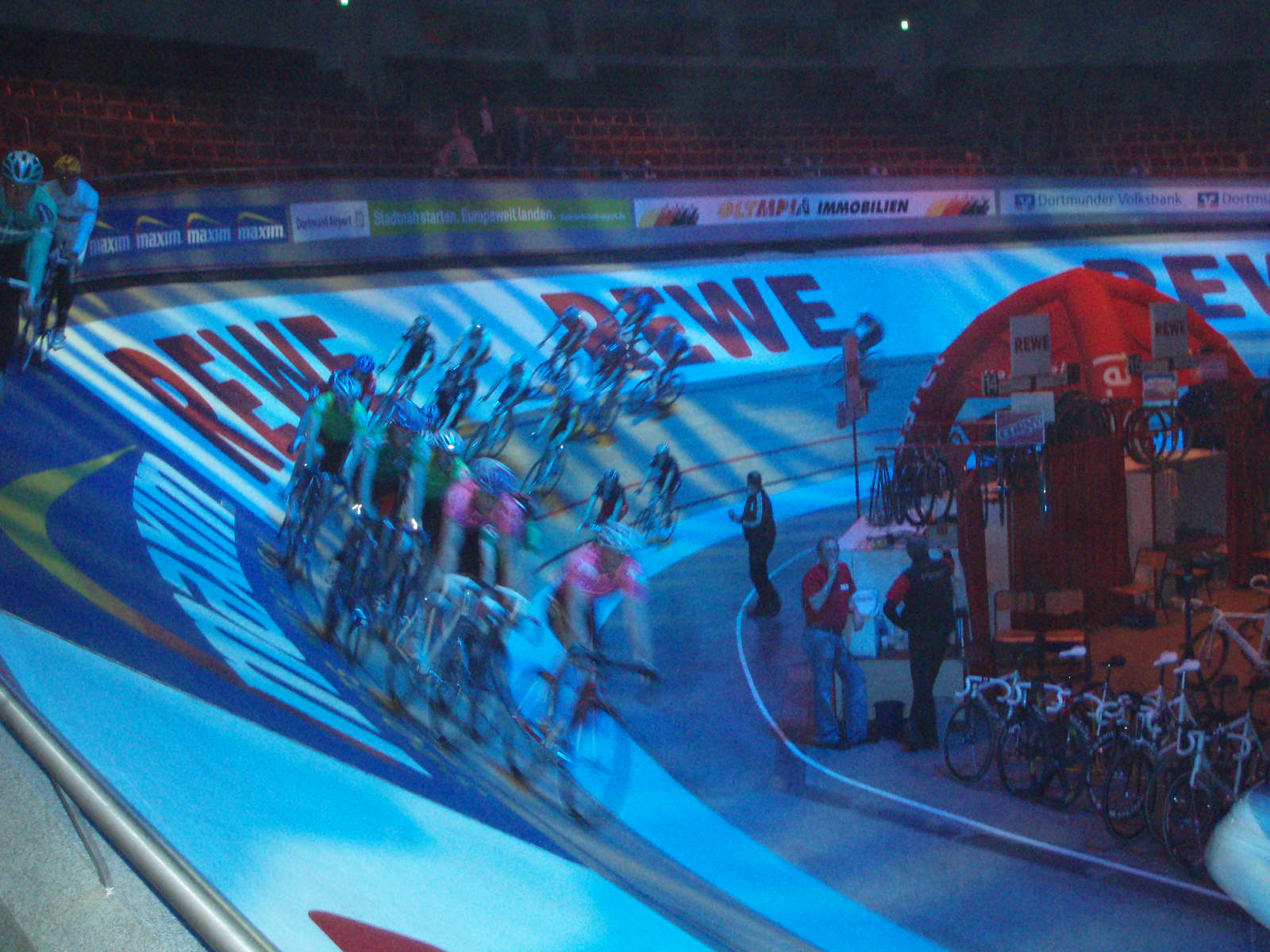
Sfeerbeeld in de zesdaagse van Dortmund 2007

Een zesdaagse is een wielerwedstrijd die over zes dagen wordt verreden tussen teams bestaande uit twee man. Op een overdekte wielerbaan komen teams van twee man tegen elkaar uit. Het team dat aan het einde de meeste ronden heeft gereden en/of de meeste punten heeft verzameld is de winnaar. In de loop van de dagen worden er verschillende deelwedstrijden ingelast, waarmee extra punten en premiegeld te verdienen is.

## Historiek
Het is niet precies bekend wanneer de eerste zesdaagse heeft plaatsgevonden. In 1875 vond in Birmingham een test voor vélocipèdes plaats, die als wedstrijd werd verreden. Over het algemeen wordt aangenomen dat de eerste individuele zesdaagse plaatsvond op 25 februari 1878 in Londen. In 1879 werd het idee overgebracht naar de Verenigde Staten. Het evenement werd pas populair toen in 1891 de eerste zesdaagse werd gehouden in Madison Square Garden in New York.
In 1893 werd voor het eerst toegestaan om op andere fietsen te rijden. Omdat dit veel sneller bleek te gaan werden vanaf dat moment enkel nog gewone fietsen gebruikt.  
In 1898 werd het 24 uur fietsen als een te zware belasting gezien en stelden de staten New York en Illinois een maximum van 12 uur in. Promotors zagen dit als kans en voerden teams van twee rijders in. De eerste wedstrijd voor koppels vond plaats in Madison Square Garden in New York.
Het succes van de zesdaagsen in de Verenigde Staten leidde tot een introductie in Europa. De eerste vond plaats in 1906 in Toulouse. Dit werd geen succes. De zesdaagse van Berlijn, in 1909 in de Berliner Zoo, was wel succesvol. Al snel volgden andere Duitse steden, Brussel in 1912 en Parijs in 1913.
In Nederland vond de eerste zesdaagse plaats in Amsterdam. Deze eerste editie werd verreden van 18 tot en met 24 november 1932 in het gebouw van de Oude RAI aan de Ferdinand Bolstraat. Deze wedstrijd werd gewonnen door het befaamde Nederlandse koppel Jan Pijnenburg - Piet van Kempen.
In Nederland werd de organisatie min of meer overgenomen van de Duitse zesdaagsen, omdat deze in nazi-Duitsland werden verboden als verderfelijk amusement. Na de Tweede Wereldoorlog kwam Duitsland echter weer volop in beeld als zesdaagseland.
De steden waar in de loop van deze periode meer dan 40 zesdaagsen werden gereden zijn: Berlijn, New York, Dortmund, Gent, Antwerpen, Brussel, Kopenhagen, Keulen, Chicago, Zürich, Parijs en Bremen.
Vaak werd het einde van deze traditie voorspeld en in de jaren tachtig van de twintigste eeuw leek dat ook bewaarheid te worden. Rond de eeuwwisseling is er echter een kleine revival ingezet; bijvoorbeeld, 16 jaar na de vorige editie werd de zesdaagse van Rotterdam vanaf 6 januari 2005 weer verreden in Ahoy.

## Lijst van zesdaagsen

### Huidige zesdaagsen
| ZesdaagseWinnaars | Fiorenzuola                        | Londen                                       | Gent                                         | Rotterdam                                    | Bremen                                       | Berlijn                                      | Kopenhagen                         |
| ----------------- | ---------------------------------- | -------------------------------------------- | -------------------------------------------- | -------------------------------------------- | -------------------------------------------- | -------------------------------------------- | ---------------------------------- |
| Periode           | Juni/juli                          | Oktober                                      | November                                     | December/eind januari                        | Midden januari                               | Eind januari/begin februari                  | Eind januari/begin februari        |
| 2024/2025         | Driedaagse                         | Driedaagse                                   | Benjamin Thomas Fabio Van den Bossche        | Michael Mørkøv Tobias Aagaard Hansen         | Vierdaagse                                   | Driedaagse                                   | Driedaagse                         |
| 2023/2024         | Driedaagse                         | Niet georganiseerd (failliet)                | Lindsay De Vylder Robbe Ghys                 | Yoeri Havik Jan-Willem van Schip             | Vierdaagse                                   | Driedaagse                                   | Driedaagse                         |
| 2022/2023         | Driedaagse                         | Niet georganiseerd (failliet)                | Lindsay De Vylder Robbe Ghys                 | Yoeri Havik Niki Terpstra                    | Vierdaagse niet georganiseerd                | Driedaagse                                   | Driedaagse                         |
| 2021/2022         | Driedaagse                         | Niet georganiseerd (failliet)                | Kenny De Ketele Robbe Ghys                   | Niet georganiseerd vanwege de coronapandemie | Niet georganiseerd vanwege de coronapandemie | Niet georganiseerd vanwege de coronapandemie | Driedaagse                         |
| 2020/2021         | Stefano Moro Davide Plebani        | Niet georganiseerd vanwege de coronapandemie | Niet georganiseerd vanwege de coronapandemie | Niet georganiseerd vanwege de coronapandemie | Niet georganiseerd vanwege de coronapandemie | Niet georganiseerd vanwege de coronapandemie | Driedaagse niet georganiseerd      |
| 2019/2020         | Davide Plebani Michele Scartezzini | Simone Consonni Elia Viviani                 | Kenny De Ketele Robbe Ghys                   | Yoeri Havik Wim Stroetinga                   | Kenny De Ketele Nils Politt                  | Wim Stroetinga Moreno De Pauw                | Driedaagse                         |
| 2018/2019         | Liam Bertazzo Francesco Lamon      | Yoeri Havik Wim Stroetinga                   | Iljo Keisse Elia Viviani                     | Niki Terpstra Thomas Boudat                  | Jasper De Buyst Iljo Keisse                  | Roger Kluge Theo Reinhardt                   | Kenny De Ketele Moreno De Pauw     |
| 2017/2018         | Morgan Kneisky Benjamin Thomas     | Cameron Meyer Callum Scotson                 | Kenny De Ketele Moreno De Pauw               | Kenny De Ketele Moreno De Pauw               | Kenny De Ketele Theo Reinhardt               | Yoeri Havik Wim Stroetinga                   | Michael Mørkøv Kenny De Ketele     |
| 2016/2017         | Michele Scartezzini Elia Viviani   | Kenny De Ketele Moreno De Pauw               | Mark Cavendish Bradley Wiggins               | Christian Grasmann Roger Kluge               | Marcel Kalz Iljo Keisse                      | Yoeri Havik Wim Stroetinga                   | Michael Mørkøv Lasse Norman Hansen |
| 2015/2016         | Alex Buttazzoni Elia Viviani       | Kenny De Ketele Moreno De Pauw               | Iljo Keisse Michael Mørkøv                   | Sebastián Mora Albert Torres                 | Kenny De Ketele Christian Grasmann           | Kenny De Ketele Moreno De Pauw               | Jesper Mørkøv Alex Rasmussen       |
| 2014/2015         | Alex Buttazzoni Marco Coledan      | Niet georganiseerd                           | Jasper De Buyst Kenny De Ketele              | Iljo Keisse Niki Terpstra                    | Alex Rasmussen Marcel Kalz                   | Leif Lampater Marcel Kalz                    | Michael Mørkøv Alex Rasmussen      |

### Huidige overige meerdaagses
Er worden ook verschillende wedstrijden gehouden met dezelfde opzet als een zesdaagse, echter duren deze wedstrijden slechts drie of vier dagen.
| MeerdaagseWinnaars | Fiorenzuola (3-daagse)            | Alkmaar (3-daagse)           | Aigle (3-daagse)                      | London (3-daagse)                            | Kopenhagen (3-daagse)                        | Genève (4-daagse)                            | Bremen (4-daagse)                            | Berlijn (2/3-daagse)                                   |
| ------------------ | --------------------------------- | ---------------------------- | ------------------------------------- | -------------------------------------------- | -------------------------------------------- | -------------------------------------------- | -------------------------------------------- | ------------------------------------------------------ |
| Periode            | Juni/juli                         | Oktober                      | Oktober                               | Oktober                                      | November                                     | November                                     | Midden januari                               | Eind januari/begin februari                            |
| 2024/2025          |                                   | Niet georganiseerd           | Alleen losse onderdelen               | Elia Viviani Simone Consonni                 | Michael Morkov Tobias Hansen                 | Matteo Constant Simon Vitzthum               |                                              |                                                        |
| 2023/2024          |                                   | Niet georganiseerd           | Alleen losse onderdelen               | Niet georganiseerd (failliet)                | Michael Morkov Niklas Larsen                 | Joseph Berlin-Sémon Robin Juel Skivild       | Theo Reinhardt Roger Kluge                   | Yoeri Havik Jan-Willem van Schip                       |
| 2022/2023          | Filippo Ganna Michele Scartezzini | Niet georganiseerd           | Benjamin Thomas Donavan Grondin       | Niet georganiseerd (failliet)                | Fabio Van Den Bossche Lindsay De Vylder      | Simon Vitzthum Lukas Rüegg                   | Vierdaagse niet georganiseerd                | Roger Kluge Theo Reinhardt                             |
| 2021/2022          | Donavan Grondin Benjamin Thomas   | Niet georganiseerd           | Kenny De Ketele Fabio Van Den Bossche | Niet georganiseerd (failliet)                | Michael Morkov Lasse Norman Hansen           | Yoeri Havik Tristan Marguet                  | Niet georganiseerd vanwege de coronapandemie | Zesdaagse niet georganiseerd vanwege de coronapandemie |
| 2020/2021          | Zesdaagse                         | Niet georganiseerd           | Robin Froidevaux Théry Schir          | Niet georganiseerd vanwege de coronapandemie | Niet georganiseerd vanwege de coronapandemie | Niet georganiseerd vanwege de coronapandemie | Niet georganiseerd vanwege de coronapandemie | Zesdaagse niet georganiseerd vanwege de coronapandemie |
| 2019/2020          | Zesdaagse                         | Moreno De Pauw Niki Terpstra | Donavan Grondin Benjamin Thomas       | Zesdaagse                                    | Yoeri Havik Jan-Willem van Schip             | Morgan Kneisky Kévin Vauquelin               | Zesdaagse                                    | Zesdaagse                                              |
| 2018/2019          | Zesdaagse                         | Cees Bol Yoeri Havik         | Julius Johansen Lasse Norman Hansen   | Zesdaagse                                    | Zesdaagse                                    | Tristan Marguet Loïc Perizzolo               | Zesdaagse                                    | Zesdaagse                                              |
| 2017/2018          | Zesdaagse                         | Yoeri Havik Wim Stroetinga   | Niet georganiseerd                    | Zesdaagse                                    | Zesdaagse                                    | Tristan Marguet Loïc Perizzolo               | Zesdaagse                                    | Zesdaagse                                              |
| 2016/2017          | Zesdaagse                         | Niet georganiseerd           | Mark Stewart Oliver Wood              | Zesdaagse                                    | Zesdaagse                                    | Niet georganiseerd                           | Zesdaagse                                    | Zesdaagse                                              |
| 2015/2016          | Zesdaagse                         | Niet georganiseerd           | Julio Amores Sebastián Mora           | Zesdaagse                                    | Zesdaagse                                    | Niet georganiseerd                           | Zesdaagse                                    | Zesdaagse                                              |
| 2014/2015          | Zesdaagse                         | Niet georganiseerd           | Tristan Marguet Théry Schir           | Zesdaagse                                    | Zesdaagse                                    | Niet georganiseerd                           | Zesdaagse                                    | Zesdaagse                                              |

### Algemeen overzicht
Dikgedrukt zijn de zesdaagsen die nog steeds worden gehouden.
| Zesdaagse van      | Aantal edities | Eerste editie | Laatste editie | Record winnaar(s) (aantal overwinningen)                                                                                   |
| ------------------ | -------------- | ------------- | -------------- | --- |
| Aarhus             | 9              | 1954          | 1961           | Nielsen (4) |
| Adelaide           | 6              | 1960          | 1967           | Patterson en Solari (2) |
| Aguascalientes     | 4              | 2001          | 2007           | Arriagada, Caberera, Gilmore, Lombardi, Macías, Marvulli, McGrory en Rosa (1)                                              |
| Algiers            | 1              | 1953          | 1953           | Poblet en Terruzzi (1) |
| Amsterdam          | 23             | 1932          | 2016           | Stam (4) |
| Antwerpen          | 52             | 1934          | 1994           | Post (11) |
| Apeldoorn          | 1              | 2009          | 2009           | Bartko, Ligthart en van Bon (1)                                                                                            |
| Atalanta           | 1              | 1909          | 1909           | Fogler en Root (1) |
| Atlantic City      | 2              | 1909          | 1932           | Giorgetti, Hehir, Peden en Root (1)                                                                                        |
| Barcelona          | 2              | 1952          | 1953           | Bakker, Lakeman, Poblet en Terruzzi (1)                                                                                    |
| Bassano del Grappa | 10             | 1986          | 2013           | Clark (4) |
| Bendigo            | 1              | 1960          | 1960           | Browne en Lawrie (1) |
| Berlijn            | 109            | 1909          | 2020           | Bugdahl (9) |
| Bologna            | 1              | 1994          | 1994           | Baffi en Bincoletto (1) |
| Bordeaux           | 7              | 1989          | 1997           | Biondi en Villa (2) |
| Boston             | 16             | 1879          | 1933           | Goullet, Hill en Hill (2)                                                                                                  |
| Brisbane           | 2              | 1932          | 2019           | Lamb en Standen (1) |
| Bremen             | 57             | 1910          | 2020           | Pijnen (7) |
| Brussel            | 46             | 1912          | 1971           | Van Steenbergen (8) |
| Buenos Aires       | 27             | 1936          | 2000           | Bátiz (5) |
| Buffalo            | 16             | 1910          | 1948           | Kilian (4) |
| Burnaby            | 3              | 2006          | 2008           | Bell en Tuft (2) |
| Castelgomberto     | 1              | 1974          | 1974           | Basso en Kemper (1) |
| Charleroi          | 3              | 1967          | 1969           | Sercu (2) |
| Chicago            | 50             | 1915          | 1957           | Kilian (6) |
| Cleveland          | 16             | 1933          | 1958           | Kilian en Vopel (4) |
| Columbus           | 1              | 1940          | 1940           | Kilian en O'Brien (1) |
| Cremona            | 1              | 2009          | 2009           | Donadio en Pérez (1) |
| Delhi              | 1              | 1974          | 1974           | Morbiato en Torre (1) |
| Des Moines         | 3              | 1913          | 1936           | Mitten (2) |
| Detroit            | 8              | 1927          | 1973           | Debaets en Peden (2) |
| Dortmund           | 67             | 1926          | 2008           | Patrick Sercu, Aldag (8)                                                                                                   |
| Dresden            | 3              | 1911          | 1912           | Lorenz en Saldow (3) |
| Essen              | 8              | 1960          | 1967           | Pfenninger en Post (3) |
| Fiorenzuola        | 22             | 1998          | 2019           | Marvulli (4) |
| Frankfurt          | 37             | 1911          | 1983           | Thurau en Sercu (5) |
| Gent               | 83             | 1922          | 2024           | Sercu (11) |
| Grenoble           | 44             | 1971          | 2014           | Marvulli (6) |
| Groningen          | 4              | 1970          | 1979           | Bugdahl en Kemper (2) |
| Hamburg            | 1              | 1911          | 1911           | Suter en Suter (1) |
| Hannover           | 10             | 1913          | 1981           | Carrara (2) |
| Hasselt            | 4              | 2006          | 2009           | Risi (3) |
| Herning            | 14             | 1974          | 1998           | Frank (5) |
| Indianapolis       | 3              | 1913          | 1938           | Drobach, Hehir, Kilian, Lepage, Vopel en Wambst (1)                                                                        |
| Kansas City        | 4              | 1908          | 1937           | Lawson, Maden, McNamara, Moran, Ottevaire, Peden, van Kempen en Winter (1)                                                 |
| Keulen             | 46             | 1928          | 1998           | Fritz (6) |
| Kiel               | 3              | 1910          | 1952           | Arend, Buren, Passenheim, Roth, Schallwig, Stabe, (1)                                                                      |
| Kopenhagen         | 57             | 1933          | 2019           | Clark en Morkov (8) |
| Launceston         | 21             | 1961          | 1987           | Oliver (6) |
| Leipzig            | 4              | 1929          | 1998           | Betschart, de Wilde, Gobel, Girardengo, Kappes, Negrini, Risi (1)                                                          |
| Lille              | 1              | 1960          | 1960           | Tressider en Murray (1) |
| Londen             | 26             | 1923          | 2019           | Sercu (8) |
| Los Angeles        | 7              | 1932          | 1973           | Berti, Bollaert, Bollaert, Bugdahl, Crossley, Juner, Gilmore, Lafenetre, May, O'Brein, Rush, Testa, Walthour, Walthour (1) |
| Louisville         | 4              | 1935          | 1957           | Audy, Gabell, Nauwens, Peden, Sheehan, Strom, Tressider, Yates (1)                                                         |
| Maastricht         | 13             | 1976          | 2006           | Pijnen (6) |
| Madrid             | 14             | 1960          | 1984           | Van Steenbergen (3) |
| Manchester         | 1              | 2019          | 2019           | Havik ,Stroetinga (1) |
| Mar del Plata      | 1              | 1995          | 1995           | Curuchet en Curuchet (1)                                                                                                   |
| Marseille          | 4              | 1928          | 1932           | Billiet, Blanchonnet, Buysse, Dayen, Faudet, Marcillac, van Kempen (1)                                                     |
| Maryborough        | 3              | 1961          | 1967           | Clarke, Luttrell, Murray, Patterson, Ryan, Waddell (1)                                                                     |
| Mainz              | 1              | 1911          | 1911           | Ludwig en Rosellen (1) |
| Medellín           | 1              | 1995          | 1995           | Martinello en Villa (1) |
| Melbourne          | 18             | 1912          | 2019           | Faggin en Patterson (3) |
| Milaan             | 29             | 1927          | 2008           | Moser (6) |
| Milwaukee          | 9              | 1932          | 1942           | Kilian, Peden en Vopel (3)                                                                                                 |
| Minneapolis        | 7              | 1931          | 1936           | Peden (3) |
| Montréal           | 37             | 1929          | 1980           | Peden (7) |
| Moskou             | 3              | 1991          | 2003           | Aeschbach, Ganeiev, Khrabvzov, Marvulli, Nothstein, Oelkers                                                                |
| München            | 46             | 1933          | 2009           | Risi (9) |
| Münster            | 34             | 1950          | 1988           | Roth (5) |
| Newark             | 4              | 1910          | 1915           | Drobach, Fenn, Goulet, Hehir, Hill, Kramer, Reginald McNamara, Robert Spears (1)                                           |
| Newcastle          | 3              | 1961          | 1976           | Tressider en Patterson (2)                                                                                                 |
| Nice               | 1              | 1928          | 1928           | Wambst en Lacquehay (1) |
| Nouméa             | 20             | 1977          | 2010           | Sasson en Tessier (4) |
| New York           | 70             | 1899          | 1961           | Goullet en Giorgetti (8)                                                                                                   |
| Oakland            | 3              | 1935          | 1937           | Dempsey (2) |
| Ottawa             | 1              | 1936          | 1936           | Heaton, McDonald, Walthour (1)                                                                                             |
| Palma de Mallorca  | 2              | 2017          | 2018           | De Ketele, De Pauw, Mora, Torres                                                                                           |
| Parijs             | 42             | 1913          | 1989           | Aerts, Billiet, Bruneel, Schulte, Seres, van Kempen (3)                                                                    |
| Perth              | 5              | 1961          | 1989           | Campbell, Eriksen, Marcussen, Murray, Panton, Patterson, Sacchi, Stiefler, Waddell, Young (1)                              |
| Pittsburgh         | 8              | 1908          | 1940           | Walthour (4) |
| Philadelphia       | 5              | 1902          | 1937           | Letourneur (2) |
| Portland           | 1              | 1931          | 1931           | DeFilippo en Peden (1) |
| Québec             | 3              | 1964          | 1966           | Severeyns (2) |
| Rio de Janeiro     | 1              | 1956          | 1956           | Rigoni en Sivilotti (1) |
| Rotterdam          | 39             | 1936          | 2024           | Pijnen (11) |
| Saint-Étienne      | 12             | 1928          | 1953           | Carrara, van Buggenhout, van Kempen (2)                                                                                    |
| Saint-Louis        | 4              | 1913          | 1937           | Carpus, Coburn, Kilian, Krebs, Lepage, Peden, Vopel (1)                                                                    |
| San Francisco      | 10             | 1917          | 1939           | Yates en O'Brien (2) |
| São Paulo          | 2              | 1957          | 1959           | Alba, Rosa, Rigoni en Sivilotti (1)                                                                                        |
| Stuttgart          | 31             | 1928          | 2008           | Kappes (6) |
| Sydney             | 19             | 1911          | 1974           | Ross (3) |
| Tilburg            | 2              | 2009          | 2011           | Havik, Marguet, Marvulli, Stopler (1)                                                                                      |
| Toulouse           | 1              | 1906          | 1906           | Georget en Georget (1) |
| Turijn             | 9              | 2001          | 2018           | Villa (4) |
| Toronto            | 13             | 1912          | 1965           | Peden (4) |
| Townsville         | 1              | 1962          | 1962           | Lowe en Patterson (1) |
| Vancouver          | 3              | 1931          | 1934           | Elder, Elliot, Testa, van Slembroeck, Yates, Zach (1)                                                                      |
| Washington         | 2              | 1940          | 1948           | Bruneau, Moretti, Pedersen, Peden (1)                                                                                      |
| Whyalla            | 3              | 1966          | 1968           | Ciavola, Oliver, Patterson, Ryan, Waddell, Walsh (1)                                                                       |
| Winnipeg           | 1              | 1948          | 1948           | Bergna en Yates (1) |
| Wrocław            | 8              | 1921          | 1931           | Rieger en van Kempen (3)                                                                                                   |
| Würzburg           | 1              | 1911          | 1911           | Hohe en Wilde (1) |
| Zuidlaren          | 2              | 2007          | 2008           | Marvulli, Risi, Stam, Slippens (1)                                                                                         |
| Zürich             | 58             | 1954          | 2014           | Risi (11) |

## Records

### Individueel
Dik gedrukt zijn renners die nog actief zijn.
| Nr. | Renner(s) | Aantal overwinningen |
| --- | --- | -------------------- |
| 1   | Patrick Sercu | 88                   |
| 2   | Danny Clark | 74                   |
| 3   | René Pijnen | 72                   |
| 4   | Peter Post | 65                   |
| 5   | Bruno Risi | 61                   |
| 6   | Rik Van Steenbergen | 40                   |
| 7   | William Peden Etienne De Wilde | 38                   |
| 9   | Kurt Betschart Klaus Bugdahl | 37                   |
| 11  | Albert Fritz Gustav Kilian | 34                   |
| 13  | Fritz Pfenninger | 33                   |
| 14  | Piet van Kempen Franco Marvulli Heinz Vopel                                                                                                 | 32                   |
| 17  | Dietrich Thurau | 29                   |
| 18  | Silvio Martinello | 28                   |
| 19  | Dieter Kemper | 26                   |
| 20  | Emile Severeyns | 25                   |
| 21  | Andreas Kappes Iljo Keisse Marco Villa | 24                   |
| 24  | Rudi Altig Tony Doyle Sigi Renz Ferdinando Terruzzi                                                                                         | 23                   |
| 28  | Robert Bartko Urs Freuler Alfred Letourneur Palle Lykke                                                                                     | 21                   |
| 32  | Gert Frank | 20                   |
| 33  | Reginald McNamara Gerrit Schulte | 19                   |
| 35  | Kenny De Ketele | 18                   |
| 36  | Donald Allan Gerard Debaets Matthew Gilmore Eddy Merckx Jan Pijnenburg                                                                      | 17                   |
| 41  | Reginald Arnold Leo Duyndam Sid Patterson Wilfried Peffgen Jean Roth Danny Stam Cecil Yates                                                 | 16                   |
| 48  | Adriano Baffi Alfred Goullet Roman Hermann Francesco Moser Michael Mørkøv                                                                   | 15                   |
| 52  | Jules Audy Franco Giorgetti Scott McGrory Kay Werner Nielsen Jimmy Walthour jr                                                              | 14                   |
| 58  | Jens Veggerby Armin von Büren Erik Zabel | 13                   |
| 61  | Albert Billiet Achiel Bruneel Graeme Gilmore Rik Van Looy                                                                                   | 12                   |
| 65  | Gregor Braun Walter Bucher Marcel Guimbretière Günter Haritz Alex Rasmussen Robert Slippens Yoeri Havik                                     | 11                   |
| 72  | Rolf Aldag Paul Broccardo Émile Carrara Albert Crossley Joe Fogler Lucien Gillen Henri Lepage Willy Lorenz Horst Oldenburg Wolfgang Schulze | 10                   |

### Per koppel
| Nr. | Koppel(s) | Aantal overwinningen |
| --- | --- | -------------------- |
| 1   | Kurt Betschart & Bruno Risi                                                                                               | 37                   |
| 2   | Gustav Kilian & Heinz Vopel                                                                                               | 29                   |
| 3   | Emile Severeyns & Rik Van Steenbergen Fritz Pfenninger & Peter Post Danny Clark & Tony Doyle Franco Marvulli & Bruno Risi | 19                   |
| 7   | Silvio Martinello & Marco Villa                                                                                           | 16                   |
| 8   | Eddy Merckx & Patrick Sercu Don Allan & Danny Clark                                                                       | 15                   |
| 10  | Peter Post & Patrick Sercu                                                                                                | 14                   |
| 11  | Etienne De Wilde & Andreas Kappes Albert Fritz & Wilfried Peffgen                                                         | 13                   |
| 13  | Robert Slippens & Danny Stam                                                                                              | 11                   |
| 14  | Peter Post & Rik Van Looy Matthew Gilmore & Scott McGrory                                                                 | 10                   |